# Torrent de Ferran
El Torrent de Ferran és un afluent per l'esquerra de la Rasa d'Ardèvol.
Neix al vessant nord de la Serra de Pinós, a uns 400 m. a l'oest del Santuari de Pinós. De direcció predominant cap al nord, desguassa a poc més de 300 m. al nord-est del poble d'Ardèvol.

## Termes municipals que travessa
El Torrent de Ferran transcorre íntegrament pel terme municipal de Pinós (Solsonès)

## Xarxa hidrogràfica
La xarxa hidrogràfica del Torrent de Ferran està constituïda per 2 cursos fluvials: el barranc pròpiament dit i un afluent per la dreta de 116 m. de longitud. En total, doncs, la seva xarxa hidrogràfica suma una longitud de 2.402 m.

### Distribució municipal
La totalitat d'aquesta xarxa hidrogràfica transcorre pel terme municipal de Pinós.